# Malouf algérien
Sous-genres
Nouba

Slisla

Inqilab
Genres dérivés
Mahjouz

Aroubi

Hawzi

Qadriya

Medih
Genres associés
Sanâa (école d'Alger), école de Tlemcen (San’a de Tlemcen, Gharnata)
Le malouf ou ma'louf algérien, ou encore malouf de Constantine (en arabe : مالوف), désigne en Algérie le répertoire de musique savante arabo-andalouse algérienne de l'école de Constantine et dont la tradition se rattache à la ville de Séville, du temps de l'Al-Andalus.

## Origine et signification
Malouf signifie « composition » ou « fidèle à la tradition », le mot arabe malouf signifie également « habitué ». C'est le nom spécifique attribué en Algérie, à la nouba de l'école de Constantine, à côté du gharnati de l'école de Tlemcen et de la sanâa de l'école d'Alger. Toutefois, selon Taoufik Bestandji, « école » est un terme impropre et flou, il n'y a pas de différences structurelles entre les spécificités de ces « Écoles ». La tradition rattache cette école à la ville de Séville en Espagne musulmane.
Annaba est un autre centre actif du malouf, qui rivalise avec Constantine et dont la reconnaissance comme école de malouf suscite des polémiques. Il existe dans d'autres villes de l'Est algérien des associations musicales qui pratiquent le malouf comme à Collo, Biskra, Guelma, Mila et Souk Ahras qui suivent la tradition de cette école,. 
Le malouf est également le nom donné à la nouba en Tunisie et en Libye. Cependant, le malouf constantinois présente des particularités qui en font une tradition à part entière. Le concept de malouf à Constantine recouvre toutes les
formes du chant traditionnel classique, la nouba, les naqlâb et la silsila.

## Histoire
Le malouf est une musique classique algérienne héritière de la musique arabo-andalouse, à l'origine basée sur un système de 24 noubas ; dont douze se sont maintenues dans le pays, grâce à une tradition orale, seuls les textes sont l'objet de transcriptions écrites et produits dans des recueils, appelés sfîna. La musique arabo-andalouse s'est implantée dans la culture de plusieurs grandes villes du Maghreb : Constantine, Tlemcen, Alger, Annaba, Tunis et Fès. Elle a subi les influences des régions où elle était perpétuée.
L'école de Constantine a adopté le style hawzi, issu de l'école de Tlemcen, elle subit aussi une influence ottomane en ce qui concerne le bashraf (ouverture instrumentale qui tient la place de la touchia dans le malouf). Mais les Constantinois distinguent un bashraf basé sur les modes andalous et un bashraf turc comme le mahor. En plus des noubas, elle connaît exclusivement deux styles adjacents : le zadjal et le mahjouz, qui est un chant populaire.
L'école de Constantine a connu beaucoup d'échanges avec celle de Tunis, il est difficile pour un certain nombre de pièces de retrouver leurs origines exactes. Même si les deux répertoires sont différents, Constantine et Tunis se partagent quelques pièces, des textes poétiques et des noms de mode.
Le modèle référentiel de cette école a été élaboré au début du XXe siècle par un quintette, formé des deux Bastandji, Ahmed et Abdelkrim, rejoints par trois disciples : Tahar Benkartoussa, Omar Chaqlab et Tahar Ben Merabet. La légitimité de ce groupe a eu une assise plus large, car ses membres ont apporté chacun ce en quoi il excellait : chants et maîtrise de l'instrument.
Le malouf demeure un genre des plus appréciés dans les fêtes, les concerts et toutes les manifestations du genre dans le Constantinois, mais également d'autres régions d'Algérie.

## Structure

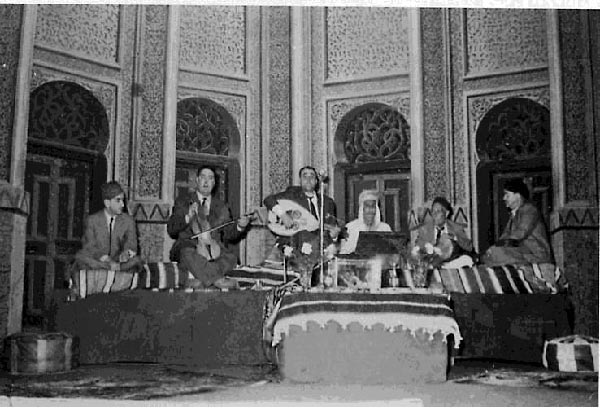
Orchestre du malouf constantinois.

### Noubas
La nouba constantinoise diffère par sa structure interne des noubas algéroises et tlemcéniennes, tout en conservant les mêmes noms. La nouba est une composition en cinq mouvements chantés commençant le plus souvent par une ouverture instrumentale, les mouvements de la nouba constantinoise sont les suivants :
1. Bacheraf (ou plus rarement Touchia) : ouverture instrumentale de mouvement variable
2. Istîkhbar : thème instrumental et vocal libre, exécuté en solo
3. M'cedder : première série de pièces vocales et instrumentales de mouvement très lent
4. Darj : deuxième série de pièces vocales et instrumentales de mouvement vif
5. Btayhi : troisième série de pièces vocales et instrumentales de mouvement un peu plus rapide que le m'cedder
6. Insiraf : quatrième série de pièces vocales et instrumentales
7. Khlass : cinquième et dernière série de pièces vocales
8. Inqilab / Mshaghal : le meneur peut rajouter quelques petites pièces classiques à la fin de la nouba tel que : le inqilab, le barwal, le bûrî, le zdjal mshaghal et les nwâwar[7].

Cet enchaînement reflète la tradition de Constantine dont le dardj précède le btayhi. En dehors des khlass, chaque mouvement est précédé d'une introduction musicale appelée koursi.

### Modes

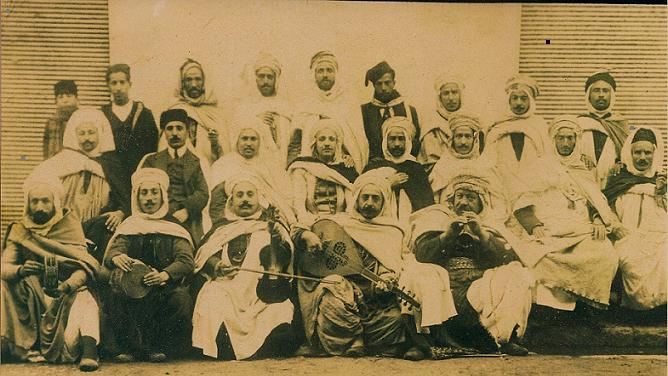
Orchestre du malouf constantinois avec Hamou Fergani au violon.

Dix modes (tubû) sont dénombrés dans le malouf constantinois (répertoire classique) :
- Dəyl (الذيل)
- Raṣd (الرصد)
- Māya (الماية)
- Raml əl-Māya (رمل الماية)
- Ḥsəyn (الحسين)
- Zīdān (الزيدان) / Asbaʿayn (الاصبعين)
- Raml Kabīr (الرمل الكبير)
- Ṣīkā (السيكاه)
- Məzmūm (المزموم)
- Mǧənba (المجنبة)

D'autres modes sont utilisés dans le répertoire populaire :
- Ġrīb (الغريب)
- Rahāwi (الرهاوي)
- Muḥayyar (المحيّر)
- 'Iraq (العراق)
- Aṣbihān (الاصبهان)
- Ǧārkā (الجاركاه)
- Nawā (النوى)

### Système rythmique
Les système rythmique du malouf algérien sont, :
- Mizan al-m'cedder ou mizan mrabba': une mesure à 
 pour accompagner le m'cedder.
- Mizan darj (khafif): une mesure à 
 pour accompagner certains darj.
- Mizan darj (taqil): une mesure à 
 ou à 
 pour accompagner certains darj.
- Mizan al-btayhi: une mesure à 
 ou à 
 pour accompagner le btayhi.
- Mizan al-Insiraf: une mesure à 
 pour accompagner l'Inṣirāf.
- Mizan al-Khlass: une mesure à 
 ou à 
 pour accompagner le khlass.
- Mizan al-Inqilab: une mesure à 
 utilisée dans l'inqilab.

### Lenaqlâbet lasilsila
Le naqlâb ou inqilâb est moins important que dans les répertoires algérois et tlemcénien. Les poèmes qui forment le naqlâb sont plus modestes que ceux de la nouba.
La silsila est un ensemble de poèmes chantés, elle évolue sur différents rythmes et un mode unique, la silsila peut contenir jusqu’à quatre modes, mais un rythme unique. Constantine compte deux silsila des inqilabât, l'une dans le mode dhayl et la seconde dans le mode hsayn.

## Instruments

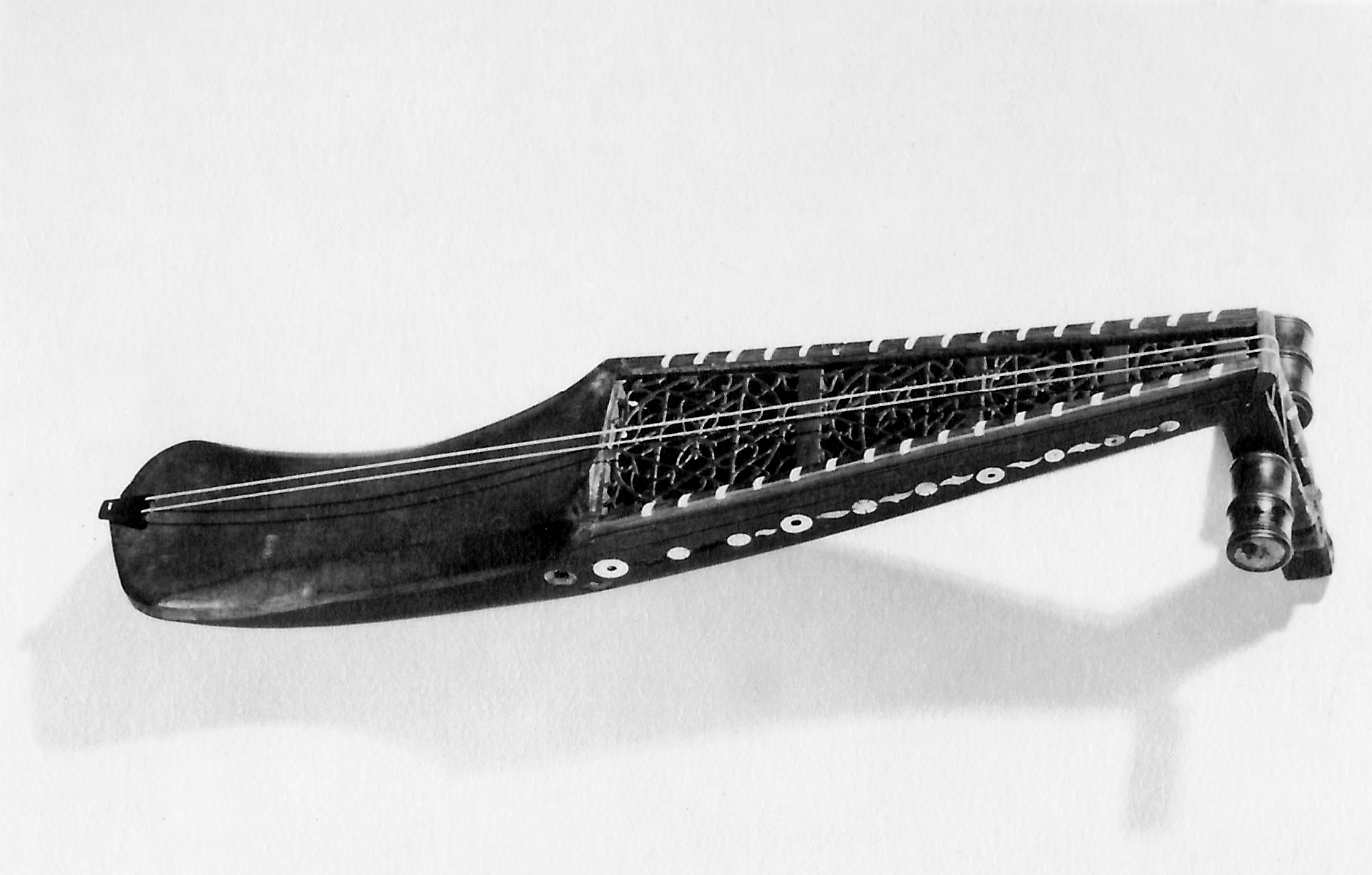
Rabâb algérien du XIXe siècle.

Les instruments classiques, liés au malouf algérien, s'articulent autour du oud arbi (عود عربي), kanoun (القانون), le rabâb (الرباب), le jawak ou fhel (جواق او فحل), tandis que le rythme est assuré par les "naghrat" (الناغرات) et le târ. D'autres instruments ont été empruntés à la gamme tempérée : le violon, et le violon alto, la mandoline et le piano. Le rythme quant à lui est désormais élargi à la derbouka.

## Artistes représentatifs
- Sidi Al Guermi (1870-1917) (considéré comme étant le réformateur du malouf)[22]
- Cheikh Hamou Fergani (1884–1972)
- M'hamed El Kourd (1885-1951)
- Cheikh Abdelkrim Bastandji (1889-1942)
- Cheikh Hassouna (1896-1971)
- Omar Chaklab(1902-1942)
- Abdelkader Toumi-Sief (1906)
- Cheikh Raymond (1912-1961)
- Zhor Fergani (1915-1982)
- Alice Fitoussi (1916-1978)
- Salim Halali (1920-2005)
- Hacene El Annabi (1925)
- Kaddour Darsouni (1927-2020)
- Mohamed Tahar Fergani (1928-2016)
- Abdelmoumen Bentobbal (1928-2004)
- Hamoudi BENHAMMOUD  (1943)
- Hamdi Benani (1943-2020)
- Salim Fergani (1953)

## Festivals
- Festival international du malouf à Constantine[23].